# Храм Великомучениці Катерини (Мелітополь)
Храм Святої Великомучениці Катерини — православний храм у Мелітополі. Належить до Запорізької та Мелітопольської єпархії Української Православної Церкви (Московського патріархату). Настоятель храму — ієрей Олександр Винниченко.

## Історія
З ініціативою будівництва храму у 2005 році виступили міський голова Мелітополя Василь Єфименко та настоятель Олександро-Невського собору Тихон.
Робота із закладення фундаменту розпочалася в листопаді 2008 року. В основу храму було закладено капсулу з мощами святого Луки Кримського та каміння з Монастиря Святої Великомучениці Катерини, привезені з гори Синай отцем Тихоном, настоятелем майбутнього храму.
На спеціальних цеглинах були записані імена містян, які пожертвували кошти на будівництво храму.
14 листопада 2010 року було встановлено хрест на куполі храму. 7 грудня 2010 року, в день пам'яті святої Катерини в храмі було відправлено перше богослужіння. Ця дата вважається днем відкриття храму та вказана на табличці на будівлі храму.
У серпні 2013 року було розпочато роботи з розпису храму. Збором коштів займався колишній міський голова Мелітополя Василь Єфименко, значну фінансову допомогу надав депутат Запорізької обласної ради Геннадій Шанін. Розпис храму планувалося завершити протягом року.

## Архітектура
Будівля храму була створена архітектором Краснобаєвим. Вона має розмір 7 на 7 метрів, а висота з урахуванням хреста трохи більша за 18 метрів. Будявля виконана з різнокольорової цегли та увінчана 8-гранним пірамідальним дахом, на вершині якого знаходиться невеликий купол.
Храм розташований на проспекті Богдана Хмельницького, всього за кілька десятків метрів від пам'ятника Богдану Хмельницькому.